# 1956 год в спорте
Список 1956 год в спорте перечисляет спортивные события, произошедшие в 1956 году.

## СССР
- Чемпионат СССР по самбо 1956;
- Чемпионат СССР по хоккею с мячом 1955/1956;
- Чемпионат СССР по хоккею с мячом 1956/1957;
- Чемпионат СССР по шахматам 1956;

### Летняя Спартакиада народов СССР 1956
- Баскетбол — женщины;
- Баскетбол — мужчины;
- Бокс;
- Вольная борьба;
- Классическая борьба;
- Водное поло;
- Волейбол — женщины;
- Волейбол — мужчины;
- Лёгкая атлетика;
- Футбол;

### Футбол
- Чемпионат СССР по футболу 1956;
- Чемпионат Латвийской ССР по футболу 1956;
- ФК «Спартак» Москва в сезоне 1956;
- Созданы клубы:
  - «Авангард» (Жёлтые Воды);
  - «Орша»;
  - «Пахтакор»;
  - «Текстильщик» (Камышин);
  - «Эребуни»;

### Хоккей
- Чемпионат СССР по хоккею с шайбой 1955/1956;
- Чемпионат СССР по хоккею с шайбой 1956/1957;
- Созданы клубы:
  - «Ак Барс»;
  - «Звезда» (Чебаркуль);
  - «Металлург» (Медногорск);
  - «Северсталь»;

## Международные события
- Кубок мира по борьбе 1956;
- Чемпионат Европы по бейсболу 1956;
- Чемпионат Европы по фигурному катанию 1956;

### Чемпионаты мира
- Чемпионат мира по конькобежному спорту в классическом многоборье 1956;
- Чемпионат мира по фехтованию 1956;
- Чемпионат мира по фигурному катанию 1956;

### Зимние Олимпийские игры 1956
- Бобслей;
- Горнолыжный спорт;
- Конькобежный спорт;
- Лыжные гонки;
- Прыжки с трамплина;
- Фигурное катание;
- Хоккей;
- Медальный зачёт;

### Летние Олимпийские игры 1956
- Академическая гребля;
- Баскетбол;
- Бокс;
- Борьба;
- Велоспорт;
- Водное поло;
  - Кровь в бассейне;
- Гребля на байдарках и каноэ;
- Конный спорт;
- Лёгкая атлетика;
- Парусный спорт;
- Плавание;
- Прыжки в воду;
- Современное пятиборье;
- Спортивная гимнастика;
- Стрельба;
- Тяжёлая атлетика;
- Фехтование;
- Футбол;
- Хоккей на траве;
- Итоги Олимпиады;

### Баскетбол
- НБА в сезоне 1955/1956;
- НБА в сезоне 1956/1957;
- Чемпионат Италии по баскетболу 1955/1956;
- Чемпионат Италии по баскетболу 1956/1957;
- Созданы клубы:
  - «Пардубице»;
  - «Цзилинь Нортист Тайгерс»;

### Волейбол
- Чемпионат мира по волейболу среди женщин 1956;
- Чемпионат мира по волейболу среди мужчин 1956;
- Чемпионат Южной Америки по волейболу среди женщин 1956;
- Чемпионат Южной Америки по волейболу среди мужчин 1956;

### Футбол
- Матчи сборной СССР по футболу 1956;
- Кубок Испании по футболу 1956;
- Финал Кубка Шотландии по футболу 1956;
- Финал Кубка шотландской лиги 1956;
- Чемпионат Албании по футболу 1956;
- Чемпионат Египта по футболу 1955/1956;
- Чемпионат Египта по футболу 1956/1957;
- Чемпионат Ирландии по футболу 1955/1956;
- Чемпионат Ирландии по футболу 1956/1957;
- Чемпионат Исландии по футболу 1956;
- Чемпионат Испании по футболу 1955/1956;
- Чемпионат Испании по футболу 1956/1957;
- Чемпионат Португалии по футболу 1955/1956;
- Чемпионат Португалии по футболу 1956/1957;
- Чемпионат Кипра по футболу 1955/1956;
- Чемпионат Кипра по футболу 1956/1957;
- Чемпионат Колумбии по футболу 1956;
- Чемпионат Нидерландов по футболу 1956/1957;
- Чемпионат Северной Ирландии по футболу 1955/1956;
- Чемпионат Северной Ирландии по футболу 1956/1957;
- Чемпионат Уругвая по футболу 1956;
- Чемпионат Франции по футболу 1955/1956;
- Чемпионат Франции по футболу 1956/1957;
- Чемпионат Швейцарии по футболу 1955/1956;
- Чемпионат Швейцарии по футболу 1956/1957;
- ФК «Аякс» Амстердам в сезоне 1956/1957;
- Созданы клубы:
  - АЕЗ;
  - «Аль-Таавун»;
  - «Атромитос»;
  - «Бруск»;
  - «Дифаа»;
  - «Каматамарэ Сануки»;
  - «Локомотив» (Синыйчжу);
  - «Лондрина»;
  - «Никос и Сократис Эримис»;
  - «Похорье»;
  - ПСНИ;
  - «Раджа Бени Меллал»;
  - «Райо Вальекано Б»;
  - «Римёнсу»;
  - «Сан-Роке»;
  - «Сулеймания»;
  - «Торонто Кроэйша»;
  - «Тре Пенне»;
  - «Унион Сан-Фелипе»;
  - «Ханой»;
  - «Цвайген Канадзава»;
  - «Плейфорд Сити»

#### Англия
- Сборная Лондона по футболу;
- Суперкубок Англии по футболу 1956;
- Финал Кубка Англии по футболу 1956;
- Футбольная лига Англии 1955/1956;
- Футбольная лига Англии 1956/1957;
- ФК «Манчестер Юнайтед» в сезоне 1955/1956;
- ФК «Манчестер Юнайтед» в сезоне 1956/1957;

#### Международные кубки
- Кубок Азии по футболу 1956;
- Кубок европейских чемпионов 1955/1956;
- Кубок европейских чемпионов 1956/1957;
- Финал Кубка европейских чемпионов 1956;
- Кубок ярмарок 1955/1958;
- Малый Кубок мира 1956;

### Хоккей с шайбой
- Матч всех звёзд НХЛ 1956;
- НХЛ в сезоне 1955/1956;
- НХЛ в сезоне 1956/1957;
- Созданы клубы:
  - «Били Тигржи»;
  - «ГКС Тыхы»;
  - «Дукла» (Йиглава);
  - «Пучсерда»;
  - «Рочестер Американс»;

### Шахматы
- Матч-турнир трёх за звание чемпионки мира по шахматам 1956;
- Мемориал Алехина 1956;
- Турнир претендентов по шахматам 1956;
- Шахматная олимпиада 1956;

### Формула-1 в сезоне 1956
- Гран-при Аргентины 1956 года;
- Гран-при Монако 1956 года;
- Гран-при Бельгии 1956 года;
- Гран-при Франции 1956 года;
- Гран-при Великобритании 1956 года;
- Гран-при Германии 1956 года;
- Гран-при Италии 1956 года;
- 500 миль Индианаполиса 1956;

## Персоналии

### Родились
- Бисултанов, Асланбек Гирманович — советский борец, чемпион СССР, Европы и мира по вольной борьбе, Заслуженный мастер спорта СССР;
- 7 апреля — Джабраилов, Хамзат Вадудович, советский боксёр;
- 13 октября — Сайдулаев, Адам, советский штангист.